# Hustler’s P.O.M.E. (Product of My Environment)
Hustler’s P.O.M.E. (Product of My Environment) – trzeci studyjny album amerykańskiego rapera Jima Jonesa. Został wydany 7 listopada, 2006 roku w Stanach Zjednoczonych.

## Historia
Na albumie występują tacy artyści jak: Cam'ron, Juelz Santana, Hell Rell, Jha Jha, Lil Wayne, Stack Bundles, Max B i piosenkarz R&B Rell.
Hustler’s P.O.M.E sprzedał się w ponad 106.500 egzemplarzach w pierwszym tygodniu, debiutując na Billboard 200 na pozycji szóstej.
Pierwszym singlem z tej płyty był „We Fly High”, wydany dnia 21 października, 2006 roku. Piosenka stała się hitem, remiks do tego utworu został wydany w grudniu tego samego roku. Kolejnym singlem był „Emotionless”, wydany 21 marca 2007.

## Lista utworów
| #  | Tytuł                     | Producent(ci)                                | Goście                            | Czas | Sample                                   |
| -- | ------------------------- | -------------------------------------------- | --------------------------------- | ---- | ---------------------------------------- |
| 1  | "Intro"                   | Big K.O.                                     | Max B                             | 5:24 | "Easy Lover" - Phil Colins               |
| 2  | "So Harlem"               | Chink Santana                                | Max B                             | 5:03 |                                          |
| 3  | "Bright Lights, Big City" | Jim Bond                                     | Max B                             | 4:16 | Let Your Hair Down - Yvonne Fair         |
| 4  | "Emotionless"             | Chink Santana & Broken Equipment Productions | Juelz Santana                     | 4:45 |                                          |
| 5  | "Reppin' Time"            | The Runners                                  |                                   | 4:24 |                                          |
| 6  | "Pin the Tail"            | Critical Child                               | Cam'ron, Juelz Santana & Max B    | 4:57 |                                          |
| 7  | "Get It Poppin'"          | Chink Santana                                | Jha Jha & Princess                | 4:00 |                                          |
| 8  | "Mr. Cool"                |                                              |                                   | 0:09 | "Mr. Cool" - Rasputin's Stash            |
| 9  | "We Fly High"             | Zukhan                                       |                                   | 3:56 |                                          |
| 10 | "Voicemail Skit"          |                                              |                                   | 0:50 |                                          |
| 11 | "Love of My Life"         | H.O.T Productions                            | Max B                             | 3:27 |                                          |
| 12 | "Voicemail Skit 2"        |                                              |                                   | 0:45 |                                          |
| 13 | "Weather Man"             | Majik                                        | Lil Wayne & Stack Bundles         | 4:42 |                                          |
| 14 | "Don't Push Me Away"      | Mercury                                      | Rell                              | 4:50 |                                          |
| 15 | "Pour Wax"                | Jim Jones                                    | Hell Rell                         | 4:20 |                                          |
| 16 | "Freekey Zekey Skit"      |                                              |                                   | 2:01 |                                          |
| 17 | "Don't Forget About Me"   | Joe Black & Noyz                             | Max B                             | 4:49 |                                          |
| 18 | "I Know"                  | Chink Santana                                | Chink Santana                     | 4:59 |                                          |
| 19 | "My Life"                 | Chink Santana                                |                                   | 2:55 | "Don't Disturb This Groove" - The System |
| 20 | "Concrete Jungle"         | Chink Santana                                | Max B, Rell, Dr. Ben Chavis & NOE | 5:55 |                                          |

## Pozycja na listach
| Lista (2006-2007)                     | Pozycja |
| ------------------------------------- | ------- |
| U.S. Billboard 200                    | 6       |
| U.S. Billboard Top R&B/Hip-Hop Albums | 1       |
| U.S. Billboard Top Rap Albums         | 1       |
| U.S. Billboard Independent Albums     | 1       |